# Бахтиары
Бахтиары или бахтияры (перс. بختیاری‎) — племя луров из Юго-Западного Ирана, говорящих на диалекте бахтияри лурского языка, живущих главным образом в провинциях Чехармехаль и Бахтиария, Исфахан, восточных частях Луристана и Хузестана, а также в районах Тегерана, Кума и в исторической области Хорасан. Являются одним из двух крупнейших (наряду с кашкайцами) кочевых племён Ирана. На сегодняшний день многие из бахтиярских семей осели на местах зимних и летних стоянок. Территория, по которой происходит перемещение племени, занимает приблизительно 7500 км² и расположена между провинциями Исфахан и Хузестан. Горы, входящие в горный массив Загроса, делят путь следования кочевников на две территории, названные «ялаг» и «гярмсир». Согласно имеющимся данным, бахтиярское население составляет 4 миллион человек.

## История

### Происхождение названия
Само слово «бахтиар» имеет древнеиранское происхождение и распространено среди иранских народов как имя собственное. Название «бахтиар» в качестве наименование одного из племён Загроса впервые обнаруживается в хрониках XVI—XVII вв. Шереф-хана Бидлиси и Искандер-бека Мунши Туркомана. В хронике «Шерефнаме» упоминается племя бахтиарвенд, которое в X веке в составе других племён переселилось из Сирии на территорию Загроса. В эпоху правления Сефевидов бахтиары стали одним из сильнейших племён юга Ирана. Изначально классифицировалось как курдское племя курдов-луров, но после ассимиляции с персами, перестали считаться курдами.
Существует большое количество версий того, откуда берет своё начало название племени. Согласно одному из поверий, во время войны с Заххаком представители одного из племен были вынуждены бежать и скрываться от преследования на пустынных и гористых территориях Зард-Кух и Кухранга. Слово «лур» переводилось как «отшельники, жители дикой местности», а имя предводителя племени Бахтияр стало нарицательным для всего племени.
В то же время, некоторые считают, что название этого племени имеет греческие корни ввиду своей схожести с греческим словом «bakhtri», которое в переводе означает «орел».
Сами же представители племени считают, что название их племени восходит к имени одного из великих лурских правителей и переводится как «люди, подчиняющиеся Бахтияру».
Одно из первых упоминаний некоторых из бахтиярских племен встречается в тексте «Избранной истории» Натнази (816 год по солнечной хиджре/1413 год по григорианскому календарю). Это название получило широкое распространение.
Бахтиары считаются древним населением Ирана, населявшим его юго-западные районы ещё до арабских завоеваний. В иранской мифологии бахтиары считают себя потомками Фаридуна, легендарного героя национального персидского эпоса «Шахнаме». На протяжении своей истории включали различные этнические элементы (семитские, тюркские и др.). Объединение племён бахтиар возникло, по-видимому, в XII—XIII веках. Окончательно включены в состав иранского государства в XVIII веке. В XX веке усилился процесс этнической консолидации бахтиаров. Бахтиары родственны лурам, близки курдам. (Грантовский 1971: 293)

### Бахтиары в XVI веке
Во времена правления шаха Тахмаспа (годы правления: 930—984 по солнечной хиджре/ 1524—1576 по григорианскому календарю), когда племя возглавлял Джахангир Бахтияри, произошло разделение племени. Причиной этому послужила налоговая реформа, согласно которой вводился налог на количество кобыл. Племя было разделено на две ветви: «Хафтленг» (Семь ног) и «Чехарленг» (Четыре ноги). Ветвь «Хафтленг» в дальнейшем претерпела ряд изменений, разделившись на подгруппы, в то время как «Чехарленг» продолжила существовать в неизменном виде.

### Бахтиары в XVIII веке
В 1732 году правитель Ирана Надир-шах переселил 3 тыс. семей бахтиар племени хафтленг в Хорасан (районы Нишапура, Гонабада, Кашмера), где по сей день существуют деревни с бахтиарским населением. Окончательное подчинение Бахтиарии произошло после разгрома в 1736 году восстания под руководством вождя бахтиарской племенной группы чахарленг — Али Мурад-хана. Около 10 тыс. бахтиар, в основном чахарленг, было выслано в район Джама в Хорасан. Кроме карательной меры, правительство использовало переселенческую политику бахтиарских племён также и в политических целях. В частности, в пограничные восточные районы правительством высылались наиболее воинственные племена, которые должны были служить заслоном против вторжений в страну афганцев и туркмен. После гибели Надир-шаха в 1747 году часть бахтиар, высланных в Хорасан, вернулась на родину и многие из них осели в самом Исфахане. Со своим ополчением в Бахтиарию вернулся Абул Фатх-хан, занимавший при Надир-шахе пост правителя Мерва, и встал во главе племён хафтленг. Вождь же племени чахарленг Али Мардан-хан после 1749 года установил власть в районах Джалалабад и Бахтиария.
Новый правитель Адил-шах в 1748 году назначил Абул Фатх-хана сардаром Исфахана, Кума, Кашана, Лурестана и Халаджистана. Это назначение впоследствии было подтверждено Ибрагим-шахом и Шахрох-шахом. Видя шаткое положение последнего, Абул Фатх-хан стал добиваться самостоятельности, но, опасаясь резкой оппозиции со стороны других феодалов, он провозгласил шахом под именем Исмаила III (также Халифе Солтан) некоего малолетнего мирзу Абу Тураба Сефевида, а сам был объявлен регентом. На фоне развернувшейся в государстве после гибели Надир-шаха междоусобице и борьбы за верховную власть, на первое место выдвинулась фигура одного из командиров Надир-шаха, предводителя племени зендов Керим-хана Зенда, подчинившего своей власти почти всю Персию и водворившего на время спокойствие и порядок в стране. В начале своей карьеры он действовал вместе с предводителем бахтиарского объединения чахарленг Али Мурад-ханом Бахтиари, с которым в 1750 году был заключён союз. Совместными силами они организовали поход на Исфахан, но Абул Фатх-хан как правитель города не смог организовать оборону Исфахана и город был взят штурмом и разграблен.
Позднее Керим-хан и Али Мурад-хан вступили в соперничество друг с другом, завершившееся поражением и гибелью последнего. Когда в 1763 году двоюродный и одновременно единоутробный брат Керим-хана — Зеки-хан — поднял против него мятеж, бахтиары оказали ему вооружённую поддержку. Со своими войсками Керим-хан выступил против восставших и нанёс им поражение. Восстание Зеки-хана продолжалось около года и, несмотря на некоторые успехи, бахтиары, являвшиеся основной опорой Зеки-хана, из-за боязни перед Керим-ханом перешли на его сторону. Однако когда восстание было подавлено, Керим-хан в знак наказания за участие в мятеже переселил одну часть бахтиарских племён в окрестности Кума, а другую — в район Фарса. От имени Керим-хана были изданы специальные фирманы о предоставлении бахтиарским племенам в указанных округах участков для земледелия и скотоводства. С XVIII века несколько тысяч бахтиарских семей, входящие в племенную группу миан-хель, проживают в Афганистане, сохранив при этом свой родной язык. В 1878 году бахтиарские ханы присоединили к своим владениям провинцию Чахар-Махал.

### XIX—XX вв.
Во второй половины XIX веке англичане устанавливают первые официальные контакты с предводителями бахтиар. Начиная с конца XIX века английские торговые, политические и военные агенты, а также дипломаты, дорожные инженеры и топографы чаще стали появляться в зоне расселения бахтиарских племён. При английском консульстве в Ахвазе даже имелся резидент, отвечавший за контакты с влиятельными ханами. Компания «Линч Бразерс», получив в 1897 году концессию от персидского правительства на прокладку шоссейной дороги между Ахвазом и Исфаханом, которая должна была пройти через территорию Бахтиарии, заключила в 1898 году с бахтиарскими ханами соглашение, касающиеся условий сооружения этой дороги. На участие членов племён и оседлых крестьян в строительстве, ханы получили от компании ссуду на 25 лет в размере 5,5 тыс. фунтов стерлингов из расчёта 6 % годовых. Дорога подрывала экономическую и политическую изоляцию племён, способствуя разложению натурального хозяйства. В то же время, строительством этой дороги англичане стремились не только освоить рынки в зоне племён, но и подвести торговые коммуникации к рынкам Центрального Ирана, на которых преобладала Россия. Возрастающее влияние английских резидентов на юге Персии было настолько серьёзным, что ханы признавали их основными посредниками в отношениях с шахским правительством. Ильхан Эсфендиар в беседе с русским консулом объяснил свою приверженность проанглийской ориентации:
Россия далеко, представителей её мы не видим и не знаем, тогда как с англичанами мы находимся в постоянных сношениях, и к тому же британский посланник в Тегеране постоянно нам покровительствует и защищает наши интересы перед шахским правительством, ввиду чего мы стараемся не быть у них в долгу…
Примечательно, что именно силами бахтиарских отрядов численностью 7 тыс. человек в 1897 году было подавлено антианглийское восстание в городе Шуштере, вызванное вывозом хлеба из Ирана в то время, когда стране не хватало продовольствия. Бахтиары участвовали в захвате Тегерана под командованием предводителя племени хафтленг Сардара Ассада и сыграли значительную роль в конституционных реформах и отречении от престола шаха Мохаммада Али (1907—1909) в 1909 году, после чего тот был вынужден уехать в изгнание в Россию. Шаху Резе Пехлеви (1925—1941) удалось подавить бахтиаров, после чего им уже никогда не суждено было восстановить своей власти.
По одним сведениям в первой половине XIX века насчитывалось 28 тыс. семей бахтиар (включая и зависимые от них племена), по другим — 37 тыс. семей. В 1810 году Морьер определял количество бахтиаров в 500 тыс. семей, но Гордлевский находит эти данные невероятными. Перепись населения Ирана 1956 года не выделяла бахтиаров из луроязычного населения. В 1970-х гг. всего бахтиаров насчитывалось приблизительно 600 тыс. человек, и около 1/3 из них были кочевниками.

## Язык
Говорят на бахтиарских диалектах языка фарси юго-западной ветви иранских языков. Бахтиарский диалект не существует как единое лингвистическое целое, т.к . известно множество его вариантов в виде различных наречий и говоров, сильно различающихся по словарному фонду, фонетике и даже грамматическому строю. Часть бахтиар говорит на тюркском языке (азербайджанском языке), близком языку кашкайцев. Письменность — на основе арабской графики. (Трубецкой 1966: с. 17)

## Общие сведения
Бахтиары исповедуют ислам шиитского толка (иснаашариты). Незначительная часть из них являются приверженцами сект али-илляхи и ниматтуло.
Антропологически относятся к индо-средиземноморской расе большой европеоидной расы, с отдельными чертами балкано-кавказской расы. Энциклопедический словарь Брокгауза и Ефрона, издававшийся в Российской империи в конце XIX — начале XX веков, давал следующее описание бахтиаров: «Это сильное, закалённое племя, с тёмным цветом кожи и чёрными волосами; от персов отличается покатым лбом и высоким затылком».

### Культура
Письменная литература на бахтиарском диалекте представлено довольно слабо, но, по крайне мере, известны стихи, написанные на луро-бахтиарских диалектах, средневекового поэта-суфия Баба Тахир Уриана (ум. 1010 г.). В. А. Жуковский приводит слова бахтиаров: «Мы, волнующееся море, и песням нашим нет конца; если бы собрать всё живущее ныне, доставшееся нам от предков и постоянно вновь нарождающееся в устах народа, то составится не одна и не две Шах-Намэ какого-то Абуль-Касима Фирдоуси!». Среди современных бахтиарских поэтов и прозаиков известны Джемшид Амир Бахтиар, Салар Зафар-хан, Незам-е Бахтиари, Ахмедийе Бахтиари.
Музыка и песни бахтиаров отличаются как от персидских, так и от лурских, и носят ярко выраженный национальный характер. Народными музыкальными инструментами являются зурна, двусторонний барабан и рожки. По мнению наблюдателей, национальные танцы напоминают древнегреческие, в чём авторы усматривают результат влияния культуры греческих колоний, которые существовали в Бахтиарии при Селевкидах.

### Традиционные занятия
Скотоводство развито лучше, чем земледелие, к земледелию многие бахтиары приобщились недавно, и в племенах к нему сохраняется пренебрежительное отношение. Кочевники пасут крупный молочный скот, лошадей, мулов. Крупный рогатый скот и верблюды, которые малопригодны для кочевок в горных местностях, имеются преимущественно в хозяйстве оседлых бахтиар. Лошадей, мулов и ослов разводит и кочевое, и оседлое население. Бахтиары начали всерьез заниматься земледелием лишь к началу XX в., когда оно стало превращаться в высокотоварную отрасль хозяйства в результате повышения на мировом рынке спроса на опийный мак, табак и хлопок. Ныне земледелие, за исключением высокогорных районов, развито почти повсеместно. У оседлых бахтиар, как у недавних кочевников, орудия и техника обработки земли примитивнее, чем у большинства населения других районов Ирана. Поля не удобряются, жители не имеют достаточно навыков сооружения ирригационных систем, поэтому раздоры по поводу воды — дело обычное. (Трубецкой 1966: 112)
За исключением ковроделия кустарное производство в племенах развито слабо. В глухих районах Бахтиарии и по сей день производятся для собственных нужд основные орудия труда, одежда и предметы домашнего обихода. Однако промышленная продукция все шире проникает в быт племен, что подрывает местные промыслы. В деревнях Бахтиарии имеются кузнецы, медники, оружейники, шорники, ткачи, сапожники, каменщики, многие из них ещё связаны с сельскохозяйственным производством. Имеются и племена профессиональных ремесленников, в которых сохраняется своего рода цеховая организация. Ковровое производство племен, сильно подорванное во время мирового кризиса 1929—1933 гг., вновь начало оживать в послевоенные годы. Помимо ковров производят грубую шерстяную ткань, а также кошмы, войлочные шапки, тряпичную обувь, паласы. Довольно широко развиты рассчитанные на рынок промыслы — сбор лекарственных трав, дикого меда, диких фруктов, чеканка, поделки из дерева и др. С развитием товарно-денежных отношений больших масштабов достигло отходничество. Многие бахтиары работают летом на строительстве дорог, грузчиками на станциях и пристанях. Луры и бахтиары составляют большинство низкооплачиваемой рабочей силы на южных нефтепромыслах. (Трубецкой 1966: 115)
Животноводство, включающее в себя разведение и уход за мелким рогатым скотом, является экономической основой бахтиярских племен. Бахтиярские кочевники разводят мелкий рогатый скот (коз и овец). Их содержание производится в больших стадах-отарах, где также могут находиться коровы. В бахтиярских племенах только представители арабского населения занимаются разведением буйволов.
В свободное от работы время бахтиярские женщины занимаются ковроткачеством, создавая ковры и килимы.
Бахтияры, в особенности те из них, что занимаются кочеванием, проживают в «бехунах», специальных палатках, полотно которых соткано из козьей шерсти чёрного цвета.
Жилища бахтияров находятся на территориях зимних и летних стоянок кочевья. Бахтиярское население является шиитским. На землях, по которым проходит путь следования кочевья, расположено большое количество религиозных святынь, почитаемых бахтиярами.

### Пища
Основная пища — баранина, молоко, овечий сыр, топленый жир. (Родионова 2007: 91)

### Традиционное жилище
Жилище кочевников — палатки из козьей шерсти, полукочевники живут в шалашах, оседлые бахтиары — в каменных и глинобитных домах, уступами расположенных по горным склонам. (Родионова 2007: 92)

### Традиционная одежда
Традиционная одежда бахтиаров сходна с персидской (белая рубаха, безрукавка, кафтан, и т. д.); отличия мужского костюма — войлочная шапка (похожа на лурскую), широкие шаровары. Женщины одеваются ярко — несколько юбок разного цвета, пестрые шали;
Носят старинные национальные украшения — бусы из старинных монет, кольца и браслеты. Некоторые женщины носят в ноздре небольшую серебряную розетку, а на лбу и подбородке вытатуировывают несколько точек. (Родионова 2007: 92)

## Социально-общественный уклад
Бахтиарские племена делятся на две основные группы: хафтленг («семь ног») и чахарленг («четыре ноги»). Однако несколько племён не входят ни в одну из этих групп. Раскол бахтиарских племён на две основные группы произошёл в 1529 году.
Семейные отношения у бахтиар сохраняют патриархальный характер, хотя патриархальные устои уже значительно подорваны. Преобладает парная семья, живущая иногда совместно с престарелыми родителями. Ещё встречаются семьи в 60 и более человек, которые ведут общее хозяйство и составляют объединение в 2—3 палатки. Родственные связи у бахтиар крайне крепки, даже в городах они живут тесным кругом. Продолжателями рода считаются лишь сыновья. В вопросах наследства они имеют преимущество не только перед сестрами, но и перед матерью. Считается крайне предосудительным выдавать девушек замуж за иноверцев или небахтиар. Социальные группы бахтиарского общества в силу строгих брачных регламентаций и ограничений имеют сословно-кастовый характер. Эта сословная структура в основных чертах общая для большинства племен южного Загроса. У бахтиар существуют следующие сословия: ильхани (3 правящих рода), калантары и ханы, кедхода, райаты (рядовые члены племени), и низшее сословие (ремесленники и выходцы из других племен) (Трубецкой 1966: 152). По отзыву Туманского «луры и бахтияры представляют все степени оседлости, начиная от вполне оседлых, воспринявших всецело мусульманско-персидскую культуру, и кончая бродячими, даже не имеющими организации обыкновенных кочевников».
Сэр Роулинсон следующим образом охарактеризовал бахтиаров: «…они дики и жестоки и не считают себя связанными клятвой, если от этого может пострадать долг мести. В Персии, впрочем, о них ходит поговорка, что они должны воздерживаться от произнесения молитвы за умерших, потому что иначе им пришлось бы только молиться».
Бахтиарские женщины традиционно обладали большими правами и свободами. Многие девочки процветающих семей стремились получить хотя бы начальное образование. Немало знаменитых иранских политиков имеет бахтиарское происхождение.
В прошлом племена возглавлялись ильханами (вождями), которые отвечали за соблюдение порядка, безопасность и устройство и административные вопросы. В 1943 году (1332 году по солнечной хиджре) данный титул был упразднён.
Общественный строй бахтияров выглядит следующим образом: племя, род, клан, семья. Следует отметить то, что бахтиярские племена могут рассматриваться в контексте нескольких групп.:
1) Если говорить об этническом составе бахтиярских племен, то можно выделить, что большая часть бахтияров этнически относятся к лурам. Арабы же, лаки и турки составляют меньшую часть этнической группы племени.
2) Деление по статусу и социально-политическому признаку может охарактеризовать состав племен следующим образом: верхушку власти составляют ильханы (вожди), затем идут старосты, старейшины. Основное же население представлено простым рабочим людом.
3) Деление по профессиональному признаку в контексте рассматриваемой группы также может рассматриваться с нескольких ракурсов. Так, можно разделить бахтияров на тех, кто занимается и не занимается разведением домашнего скота. Люди, не задействованные в животноводстве, обычно представлены следующими группами: музыкантами, попрошайками, обувщиками, шляпниками, войлочниками, арабским населением и теми, кто являются потомком Пророка.

## В культуре
- О бахтиарах в США были сняты два документальных фильма «Пастбище: Борьба народа за жизнь» (1925)[43] и «Люди Ветра» (1976)[44], рассказывающие о тяжёлых условиях перехода людей через горные перевалы на пастбища.

## Известные представители
- Бахтияр, Теймур — директор шахской службы САВАК (1957—1961), генерал.
- Бахтияр, Шапур — последний премьер-министр шахского Ирана (1979).
- Бахтияри, Бехнуш[англ.] — актриса.
- Сардар Ассад[англ.] — предводитель племени хафтленг, один из видных деятелей Конституционной революции в Иране.
- Сорайа Эсфандиари-Бахтиари (по отцу) — вторая супруга последнего шаха Ирана Мохаммад Реза Пехлеви, племянница Сардара Ассада.